# النكار (أولاد زمام)
النكار هي إحدى مشيخات المملكة المغربية، تتبع جغرافيا لإقليم الفقيه بن صالح وإداريًا لأولاد زمام. يقدر عدد سكانها بـ 17772 نسمة حسب الإحصاء الرسمي للسكان والسكنى لسنة 2004.